# Marcardsmoor

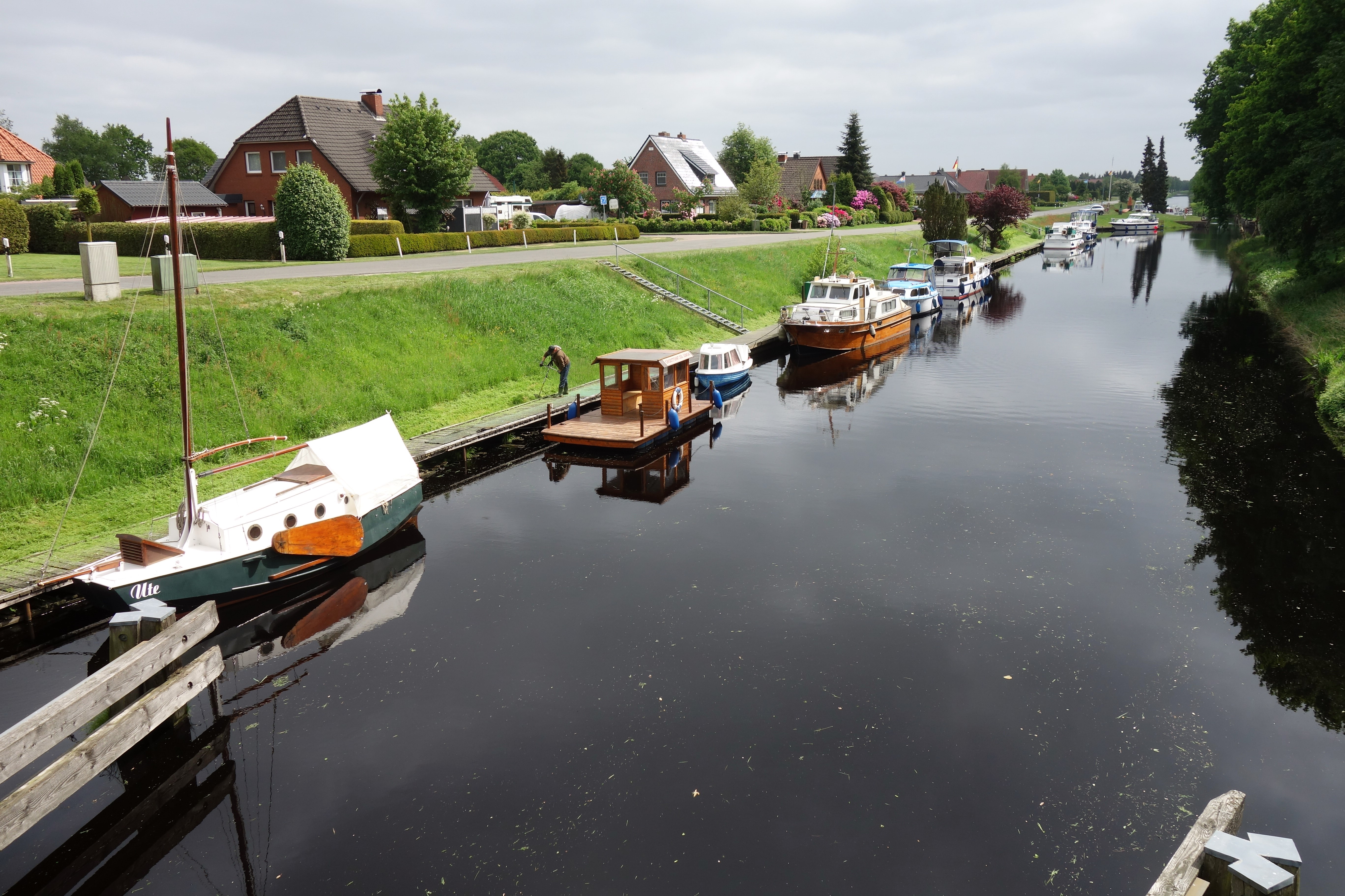
Boote des Wassersportvereins Marcardsmoor am Nordgeorgsfehnkanal

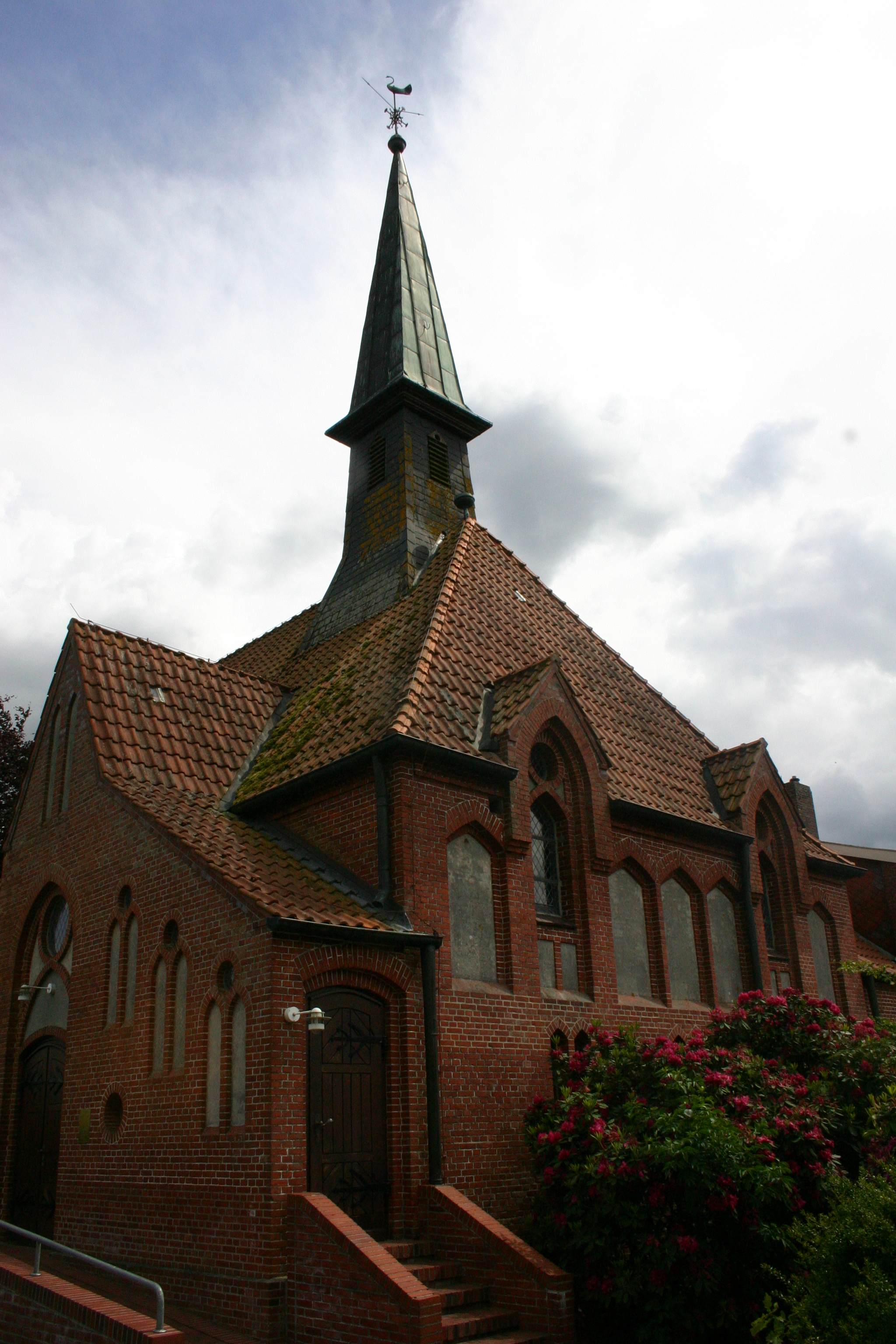
Marcardsmoorer Kreuzkirche

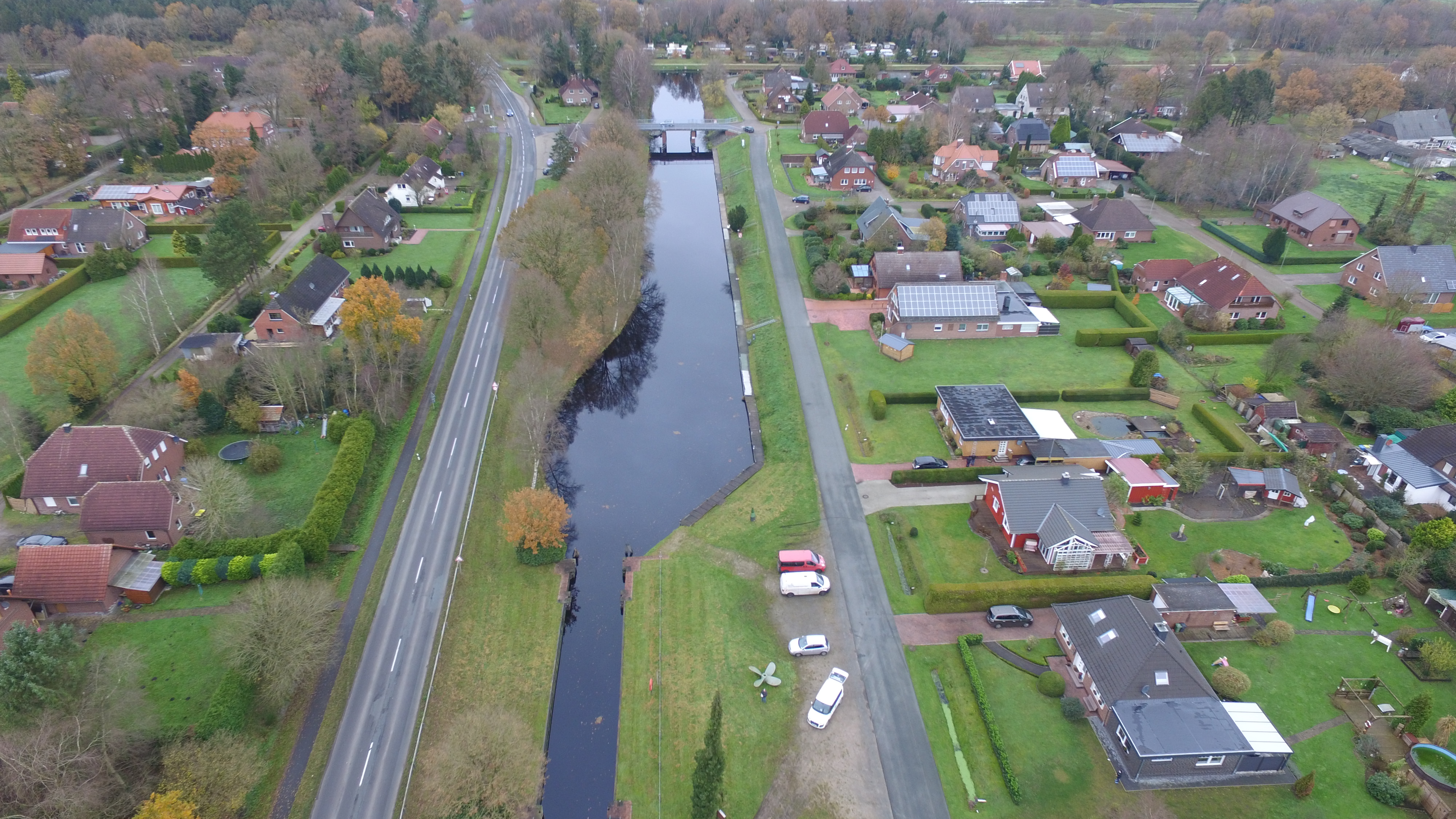
Marcardsmoor Kanal mit alter Schleuse

Marcardsmoor ist eine Moorkolonie in Ostfriesland und ein Stadtteil von Wiesmoor.

## Lage und Verkehrsanbindung
Marcardsmoor liegt auf dem Oldenburgisch-Ostfriesischen Geestrücken und dort innerhalb des ostfriesischen Zentralmoores. Um 1900 wies die Gegend noch eine Torfmächtigkeit von etwa acht Metern auf. Seit den 1950er Jahren besteht in Gestalt der Landesstraße 12 auch eine Straßenverbindung nach Wiesmoor und weiter zur Autobahn 28. Bis dahin waren der Nordgeorgsfehnkanal sowie eine Feldbahn die wichtigsten Verkehrsträger.

## Geschichte
Der Ort war der erste, der im späten 19. Jahrhundert nach der so genannten „Deutschen Hochmoorkultur“ angelegt wurde. Diese sah vor, dass nach der Entwässerung des Moores mithilfe von Kunstdünger eine landwirtschaftliche Nutzung ermöglicht werden sollte. Nachdem von 1880 bis 1888 der Ems-Jade-Kanal angelegt worden war, begann die preußische Zentralmoorkommission mit der Kultivierung eines rund 2100 Hektar großen Gebietes nördlich und südlich des Kanals. Bis dato war Marcardsmoor lediglich von einem Brücken- und Schleusenwärter am Kanal bewohnt. Die Urbarmachung des Moores übernahmen Siedler zusammen mit Strafgefangenen. Sie trieben Entwässerungsgräben in einem rechten Winkel zum in Ost-West-Richtung verlaufenden Kanal ins Moor. 1890 wurden fünf Siedler gezählt, bis 1900 folgten noch einmal 29. Von Marcardsmoor aus begann im Jahre 1906 der Bau des Nordgeorgsfehnkanals, der die Besiedlung des heutigen Wiesmoorer Kerngebiets ermöglichte. 1907 entstand die Kreuzkirche. Nach weiterem Wachstum wurde der staatliche Gutsbezirk Marcardsmoor 1924 in eine selbstständige politische Gemeinde umgewandelt. Sie gehörte zum Landkreis Wittmund und wurde nach Eduard Marcard, ehemaliger Unterstaatssekretär im preußischen Landwirtschaftsministerium, benannt. Dieser hatte sich um neue Methoden in der Moorkultivierung verdient gemacht. Im Jahr 1951 wurde das Gebiet vom Landkreis Wittmund an den Landkreis Aurich abgetreten. Seit dem 1. Juli 1972 gehört Marcardsmoor zu Wiesmoor.
Eine früher bestehende Schule wurde im Jahr 2000 aufgelöst, Kinder und Jugendliche besuchen seitdem Schulen in Wiesmoor.

## Wirtschaft
In den ersten Jahrzehnten des Bestehens war die Landwirtschaft vorherrschend. Die Kolonisten gingen dabei vom Ackerbau immer mehr zur Viehhaltung über. Die Landwirtschaft spielt bei der Flächennutzung auch heute noch eine Rolle, viele Marcardsmoorer sind aber auch Pendler und arbeiten in Wiesmoor, Aurich oder anderen Orten des Umkreises.